# Horst Feilzer
Horst Feilzer (* 21. Februar 1957 in Mayen; † 28. September 2009 in Osnabrück) war ein deutscher Fußballspieler.

## Leben
In seiner Jugend war „Feile“ unter anderem beim TuS Mayen aktiv. Feilzer begann seine Profikarriere 1977 beim FC St. Pauli, wo er zwei Jahre lang spielte. Er wechselte für weitere zwei Jahre zum VfL Osnabrück, wo sich Feilzer zum ausgesprochenen Torjäger entwickelte. 1981 schließlich verpflichtete Bayer 05 Uerdingen den „Bomber aus Osnabrück“, womit auch die Zeit der größten Uerdinger Vereinserfolge begann. Horst Feilzer erreichte 1983 mit Bayer 05 den Aufstieg in die Fußball-Bundesliga – im Relegationsspiel gegen Schalke 04 traf er beim 3:1 doppelt – und gewann 1985 den DFB-Pokal. Im Endspiel gegen den FC Bayern München schoss er in der 9. Spielminute mit einem Volleyschuss den schnellen Ausgleich zum 1:1. In der folgenden Saison war er Teil der Mannschaft, die im Europapokal das Wunder von der Grotenburg schaffte, den legendären 7:3-Sieg gegen Dynamo Dresden. 1986 ging er für ein Jahr zu Blau-Weiß 90 Berlin, wo er nach dem Abstieg aus der Bundesliga seine Profikarriere beendete. Der Mittelfeldspieler absolvierte 128 Spiele in der ersten Bundesliga (16 Tore) und 168 Spiele in der 2. Fußball-Bundesliga (65 Tore).
Nach seiner Karriere versuchte er sich als Amateurtrainer, unter anderem beim TuS Hoisdorf (bis April 1991) und dem Türkgücü SC Osnabrück. Horst Feilzer lebte mit seiner Familie zuletzt in Bissendorf bei Osnabrück und war bei einem Autohaus beschäftigt.
Am 28. September 2009 verstarb Horst Feilzer im Alter von 52 Jahren nach schwerer Krankheit in einer Osnabrücker Klinik.